# Osvald Sirén
Osvald Sirén, född 6 april 1879 i Helsingfors, död 12 juni 1966 i Lidingö församling i Stockholms län, var en finlandssvensk konsthistoriker och museiman.

## Biografi
Osvald Sirén var son till assessor Bruno Sirén (1844–1904) och Sigrid, född Leopold (1851–1944). Han studerade konsthistoria vid Helsingfors universitet med Johan Jakob Tikkanen som lärare. Han blev filosofie kandidat 1899, filosofie licentiat 1900 och slutligen filosofie doktor 1902. Till ämne för sin doktorsavhandling, som publicerades i Stockholm 1900, valde han 1700-talsmålaren Pehr Hilleström. Sirén var amanuens vid Nordiska museet under några månader år 1900 och vid Nationalmuseum 1900–1907 samt föreläste vid Stockholms högskola 1905–1906, I början av 1900-talet reste han i Europa och studerade konstsamlingar i Mellan- och Sydeuropa. Han gifte sig 27 september 1903 med läkaren, medicine licentiat Maria Myhrman (1876–1925), som för övrigt var sondotter till Gustaf Myhrman; samma år blev han svensk medborgare. Makarna fick dottern Margherita 1904 och sonen Erland 1906. År 1908 blev Sirén professor i de bildande konsternas teori och historia vid Stockholms högskola. Denna tjänst hade han fram till 1923 men var tjänstledig långa perioder. Det var också den omfattande tjänstledigheten som till slut ledde till att han tvingades begära avsked. I stället blev föreståndare för måleri- och skulpturavdelningen vid Nationalmuseum i Stockholm 1928–1944.
På 1910-talet var Sirén i Boston med Denman W. Ross som ciceron, och det var nu han började intressera sig för kinesisk konst. Runt 1911 besökte han Lomaland, en teosofisk gemenskap i Point Loma i San Diego, i Kalifornien. Han hade utvecklat ett stort intresse för den teosofiska rörelsen och sannolikt var det även runt denna tid som hans hustru och barn bosatte sig här. Åren 1916–1917 föreläste han vid Yale University och Harvard University om italiensk konst. Under följande drygt 20 år gjorde han flera resor till Östasien och däremellan bodde han bland annat under åren 1923–1926 i London och Paris.
Sirén utgav också diktsamlingen Accord (1902); en del av hans dikter har senare tonsatts.

### Resa till Asien 1918
Osvald Siréns första resa till Östasien genomfördes under första världskrigets sista år 1918 och han besökte då Japan och Kina. Han kom till Tokyo i januari, Kyoto i februari och han besökte även staden Nara. I Kyoto besökte han flera tempel och trädgårdar, bland annat Sanbō-in, Kinkaku-ji och Ginkaku-ji. Han gjorde även utflykter till Uji och templet Byōdō-in. I alla tre städerna besökte han även deras konstmuseer. Några av dem han lärde känna i Japan var konstkännare och konstsamlare som Masuda Takashi och Tomitarō Hara. I Kina besökte han bland annat städerna Hangchow (nuvarande Hangzhou) och Peking samt kända platser för buddhistisk skulptur som Longmengrottorna där han var under april månad och Gongxiangrottona. Ett foto från tiden som publicerades i Trädgårdar i Kina indikerar att han besökte trädgårdarna i Shizhi Lin (även Shi Zi Lin, Lion Grove), Suzhou, Jiangsu. Under hela resan köpte han föremål av olika konsthandlare. En av dem var Peter Bahr i Shanghai där han var i slutet av maj. Han träffade nordbor som vid tiden bodde i Kina som t.ex. Orvar Karlbeck och Johan Wilhelm Normann Munthe. Det är inte helt klarlagt exakt vilka platser han faktiskt besökte i Kina under denna resa utöver de som redan nämnts. Innan maj var slut var han tillbaks i Kyoto. I juli lämnade han Japan och reste tillbaks till Sverige via USA där han träffade sin familj i Point Loma. I Stockholm ställdes hans förvärv ut i Stockholms högskola 1918–1919. Han publicerade boken Den gyllene paviljongen som nästan enbart redogjorde för hans vistelse i Japan men inget om hans tid i Kina.

### Andra resan till Östasien 1921–1923
Hans andra resa sträckte sig över närmare två år. Sirén anlände till Shanghai i oktober 1921. Han fick råd av Orvar Karlbeck och Johan Gunnar Andersson eftersom han planerade sin första arkeologiska utgrävning. Karlbeck föreslog Shou Xi'an i Anhuiprovinsen som utgrävningsplats, en plats som var känd för sina många fynd av bronser från 600–300 f.Kr. Sirén begav sig därför mot Bangbu men stora översvämningar i området gjorde det omöjligt att utföra några arkeologiska undersökningar. Istället reste Sirén mot den gamla huvudstaden Xi'an med tåg via Xuzhou, Zhengzhou och Luoyang. Järnvägen slutade vid Guanyintang. Härifrån blev det fortsatt resa i bärstol. Han kom fram till Xi'an den 3 november och stannade nästan en månad. Sedan reste han tillbaks samma väg mot Shanghai. I Luoyang stannade han en tid och besökte bland annat Tang-kejsaren Taizongs grav i Zhaolingkomplexet vid berget Jiuzong, Baimaklostret och grottorna i Longmen där han varit redan 1918. Nu var det december 1921 och han konstaterade att flera skulpturer, framför allt huvuden till skulpturer, hade försvunnit under de tre åren mellan hans besök. Endast cirka 10 procent av de ursprungliga huvudena fanns kvar. Även Gongxian fick ett återbesök. Resan gick vidare från Luoyang till Zhengzhou och på vägen den 14 december besökte han de norra Songgravarna. När han nu var i Henan besökte han även Anyang och Kaifeng. Han var tillbaks i Shanghai i januari 1922 och gjorde en utflykt till Hangzhou. Han tillbringade sedan fyra månader i Peking och besökte en rad olika tempel och palats, inte minst den förbjudna staden. Han fick träffa den sista kejsaren Puyi och även dennes bror Pujie (1907–1994). Han besökte trädgårdarna i Suzhou, Jiangsu, där han var även 1918. I juni 1922 reste han till Japan. Han träffade professor Sekino Tadashi. I juli var han i Tokyo och sent i augusti i Nara. Även Kyoto måste ha besökts eftersom det finns bilder från Yamanaka. När han återvände till Kina är inte klarlagt men i oktober 1922 var han där. Det är oklart vad han gjorde därefter; han kan ha rest runt i Shangdongprovinsen. Platser man vet att han besökte är Yunganggrottorna och Tianlongshangrottorna i närheten av Taiyuan. I början av 1923 var han åter i Japan och härifrån reste han hem via USA, bland annat till Boston. En stor del av de byggnader och buddhistiska statyer som Sirén fotograferade under denna resa förstördes senare eller exporteradse till framför allt Japan och USA.
I Europa ställdes en del av den konst han förvärvat under sina resor ut på Musée Cernuschi i Paris. Hans samlingar, som huvudsakligen var från resan 1921–1923 men även några från 1918, var utställda ända till juli 1926. Johan Gunnar Andersson kom till Paris och gjorde ett urval av föremålen som han köpte till Östasiatiska museet i Stockholm. Ett urval av hans fotografier publicerades i verk som The walls and gates of Peking (1924) och Imperial palaces of Peking (1926).

### Intendent vid Nationalmuseum
Hustrun avled i Point Loma den 21 juni 1925. Vid denna tid bodde Osvald i Paris och London och han gifte om sig 14 oktober 1925 i Paris med fransyskan lektor Rose Carbonel, (1893–1976). Tre år senare, 1928, blev han intendent vid Nationalmuseum, Stockholm, och chef för måleri- och skulpturavdelning, en tjänst han hade fram till 1945. I december–januari 1928–1929 var han vid Lomaland, ett teosofiskt centrum i Point Loma, Sand Diego, varifrån han sedan gav sig iväg på sin tredje resa till Östasien.

### Tredje resan 1929–1930
Den tredje resan inleddes i Japan i januari 1929. Med på resan var hustrun. Ett viktigt syfte med resan var återigen att samla in konst och nu var det till  arbetsgivaren Nationalmuseum. Ett annat syfte var att fotografera miljöer och arkitektur. Resan gick vidare via Korea till Kina. Han kom till Peking den 14 mars. Här träffade han återigen Orvar Karlbäck. Den 22 maj reste han norrut till Taiyuan och sedan Datong och grottorna i Yungang. I början av juni var han tillbaks i Peking. Han besökte Kaifeng och reste runt i Anhuiprovinsen. På hösten var han tillbaks i Japan. I november kom han till Kyoto men i december var han tillbaks i Peking. I mars 1930 återvände han till Sverige via Japan och USA. Han hade med sig ett 30-tal kinesiska skulpturer och ett mindre antal målningar.

### Fjärde resan 1935
Sirén lämnade Stockholm den 10 december 1934. Denna gång åkte han via Suezkanalen och besökte först flera länder i Indokina, bland annat Malaysia, Thailand, Kambodja och Vietnam. Några av de platser han besökte var Pinang, Bangkok, Angkor, Pheom Penh, Saigon och Hanoi. Han kom till Shanghai i februari 1935. Han gjorde utflykter till Hangzhou och Suzhou. Sedan åkte han till Peking som fungerade som bas till slutet av augusti och han bodde på det fina hotellet Grand hotel des wagon-lits. Under denna tid besökte han bland annat Tianjin och Shangdong-provinserna i april. Efter Peking reste han tillbaks mot Shanghai i september och besökte Nanjing på vägen. Hemresan gick som vanligt via Japan med stopp på Hawaii och sedan till USA.

### Tiden efter 1935
Han återbesökte Sydostasien först i slutet av 1950-talet då hav förutom Kina och Japan även besökte Taiwan. År 1956 blev han den förste att motta Charles Lang Freer-medaljen. Universitetet i Rom gav honom en hedersutmärkelse 1959.

## Hemmet på Lidingö
Sirén var bekant med arkitekten Cyrillus Johansson som också hade ett stort intresse för österländsk konst och arkitektur. Cyrillus ritade sin egen Villa Arken och Siréns villa på Lidingö dit familjen flyttade efter hemkomsten från tredje resan 1930. Siréns bostad på Lidingö var inredd med kinesiska möbler och andra kinesiska dekorativa detaljer. I trädgården tillämpade han idéer som han hade tillägnat sig då han skrivit om kinesiska trädgårdar eller vandrat i japanska trädgårdar. Osvald och Rose Sirén är begravda på Lidingö kyrkogård.